# Deoli
Deoli es una ciudad censal situada en el distrito de Delhi sur,  en el territorio de la capital nacional,  Delhi (India). Su población es de 169122 habitantes (2011). 

## Demografía
Según el censo de 2011 la población de Deoli era de 169122 habitantes, de los cuales 90914 eran hombres y 79208 eran mujeres. Deoli tiene una tasa media de alfabetización del 84,28%, inferior a la media estatal del 86,21%: la alfabetización masculina es del 91,62%, y la alfabetización femenina del 75,62%.